# 林源站
林源站，位于中华人民共和国黑龙江省大庆市大同区林源镇，是通让铁路上的火车站，建于1965年，由哈尔滨铁路局管辖。车站及其上下行区间自2016年开始进行电气化改造。

## 外部連結
- 中国铁路客户服务中心 （页面存档备份，存于）